# 나전함
부산박물관 소장 나전함(螺鈿函)은 소나무로 제작된 직사각형의 상자에 경첩을 달아 여닫게 제작된 나전칠기이다. 
2018년 12월 5일 문화재 지정예고 절차를 거쳐, 2019년 2월 13일 부산광역시의 유형문화재 제194호로 지정되었다.

## 지정 사유
부산박물관 소장 나전함(螺鈿函)은 소나무로 제작된 직사각형의 상자에 경첩을 달아 여닫게 제작된 나전칠기이다. 이 함은 직사각형의 형태에 맞짜임으로 만든 상자로 앞면에는 만자문양과 박쥐문양이 투각된 제비초리 형태의 앞바탕에 비교적 길고 끝이 약간 외반된 뻗침대와 함께 자물쇠가 달려있다. 당초문이 조이질된 긴 뻗침대는 뚜껑을 열어 뒤로 젖혔을 때 그 무게에 의하여 경첩에 무리가 오지 않도록 받치는 기능을 지녔다. 함의 뒷면에는 뚜껑을 여닫을 수 있도록 약과형 경첩을 2곳에 부착하였으며, 양 옆면에는 운반하기 편리하도록 화형 바탕에 활형의 들쇠가 1개씩 달려있고 밑바닥 네 귀에는 나무로 깎은 4개의 유두형 발이 있다.
이 함은 언뜻 보면 표면이 상어가죽인 사어피(沙魚皮)로 제작된 어피함과 같이 보인다. 그러나 자세히 보면 표면에 자개를 잘게 부수어 기면 전체에 빽빽하게 붙이는 시패법(蒔貝法)으로 제작된 나전 목공예품이다. 자개의 세편(細片)을 체에 걸려 아주 작은 미진패(微塵貝)를 화려하게 시문한 장식 수법은 19세기 서민용 민수품(民需品)의 소도구 제작에 사용되었다. 이러한 시문 양식은 조선후기인 19세기 청대 나전의 영향을 받아 제작된 시문 양식 중의 하나였던 것으로 파악하고 있다. 또한 나전기법으로 제작된 것과 통영 반닫이의 장석에서 찾아볼 수 있는 제비초리 형태의 앞바탕과 들쇠의 화형 바탕 등을 고려하면 경상도 지역에서 민수용으로 제작된 목공예품으로 파악된다. 이 나전함은 희소가치가 지대하고 전체적으로 보존상태가 양호한 귀중한 유물이다.

## 참고 문헌
- 나전함 - 국가유산청 국가유산포털